# Temporada da NFL de 1935
A Temporada de 1935 da NFL foi a 16ª temporada regular da National Football League, que terminou com a vitória do Detroit Lions por 26-7 sobre o New York Giants, em 15 de Dezembro de 1935, no Estádio da Universidade de Detroit em Detroit, Michigan, pelo championship game da NFL.
Caso não houvesse um cancelamento de uma partida entre, na época, Boston Redskins - atual Washington Football Team - e Phidadelphia Eagles em 17 de novembro devido à forte neve, todas as equipes teriam completo 12 partidas, o que teria feito de 1935 a primeira temporada em que todas as equipes da NFL jogaram o mesmo número de jogos.
A padronização do calendário da liga foi formalizada no ano seguinte e tem continuado desde então, com o número de jogos sendo lentamente aumentado para dezesseis em 1978 e dezessete em 2021.

## Disputas nas Divisões
Na Eastern Division, o jogo principal aconteceu no Dia de Ação de Graças no Ebbets Field, no Brooklyn, o Dodgers, na época com 5 vitórias e 4 derrotas recebeu o Giants, com 6 vitórias 3 derrotas. A vitória do Brooklyn teria empatado as equipes em 6–4, mas Nova York venceu por 21–0 e após algumas vitórias nas partidas restantes, pode vencer o campeonato da divisão confortavelmente em 9–3.
Na Western Division, todas as 4 equipes estavam em uma disputa acirrada. No Dia de Ação de Graças, o Detroit Lions derrotou o Chicago Bears por 14-2, enquanto os Cardinals venceram os Packers por 9-7, deixando os Lions com recorde 6–3–2 e Cardinals com 6–3–1. Três dias depois, no dia 1 de dezembro, os Lions derrotaram Brooklyn por 28-0, enquanto o Cardinals empatou com os Bears por 7-7. Com esta vitória, Detroit terminou sua temporada em 7–3–2 e eliminou os Packers e Bears da disputa, enquanto os Cardinals ficaram em 6-3–2, ainda com uma partida contra os Bears em 8 de dezembro. Os Cardinals precisariam vencer para forçar um playoff pelo título da divisão. No entanto, os Bears venceram por 13-0 e os Lions foram os campeões da divisão.
Se o sistema atual (pós-1972) de contar empates como meia vitória e meia derrota estivesse em vigor em 1935, o Packers em 8-4-0 teria empatado o 7-3-2 Lions pelo título da Western Division, exigindo um jogo de playoff. No entanto, os empates não foram contados na classificação, então o Detroit Lions venceram a divisão com uma porcentagem de vitórias de 0,700 contra 0,667 do Green Bay Packers.

## Classificação Final
Assim ficou a classificação da final da National Football League em 1935.
P = Nº de Partidas, V = Vitórias, D = Derrotas, E = Empates, PCT = Porcentagem de vitória, DIV = Recorde de partidas da própria divisão, PF = Pontos a favor, PA = Pontos contra
| Eastern Division    |    |   |   |   |       |      |     |     |
| Time                | P  | V | D | E | DIV   | PCT  | PF  | PA  |
| New York Giants     | 12 | 9 | 3 | 0 | 8-0   | .750 | 180 | 96  |
| Brooklyn Dodgers    | 12 | 5 | 6 | 1 | 3-4-1 | .455 | 90  | 141 |
| Pittsburgh Pirates  | 12 | 4 | 8 | 0 | 3-5   | .333 | 100 | 209 |
| Boston Redskins     | 11 | 2 | 8 | 1 | 2-4-1 | .200 | 65  | 123 |
| Philadelphia Eagles | 11 | 2 | 9 | 0 | 2-5   | .182 | 60  | 179 |

| Western Division  |    |   |   |   |      |       |     |     |
| Time              | P  | V | D | E | PCT  | DIV   | PF  | PA  |
| Green Bay Packers | 12 | 7 | 3 | 2 | .700 | 3-2-2 | 191 | 111 |
| Detroit Lions     | 12 | 8 | 4 | 0 | .667 | 4-4   | 181 | 96  |
| Chicago Cardinals | 12 | 6 | 4 | 2 | .600 | 3-2-2 | 99  | 97  |
| Chicago Bears     | 12 | 6 | 4 | 2 | .600 | 1-3-2 | 192 | 106 |

## NFL Championship Game
O NFL Championship Game (jogo do título), foi vencido por Detroit Lions com um placar de 26-7 sobre o New York Giants, em 15 de Dezembro de 1935, no Estádio da Universidade de Detroit em Detroit, Michigan.

## Líderes em estatísticas da Liga
| Estatística | Nome           | Time              | Jardas |
| ----------- | -------------- | ----------------- | ------ |
| Passe       | Ed Danowski    | New York Giants   | 794    |
| Corrida     | Doug Russell   | Chicago Cardinals | 499    |
| Recebendo   | Charley Malone | Boston Redskins   | 433    |

## Trocas de Treinadores
- Boston Redskins: William Dietz foi substituído por Eddie Casey[10].
- Brooklyn Dodgers: Cap McEwen foi substituído por Paul J. Schissler[11].
- Chicago Cardinals: Paul J. Schissler foi substituído por Milan Creighton[12].
- Pittsburgh Pirates: Luby DiMeolo foi substituído por Joe Bach[13].